# Москомприватбанк
ЗАТ МКБ «Москомприватбанк» — російський банк. Був дочірнім банком українського ПриватБанку. На початку квітня 2014 проданий російському банку «Бинбанк». Центральний офіс розташований у Москві. На 1 червня 2010 року входив до сотні найбільших банків Росії за розмірами активів (за даними газети «Коммерсантъ»). Має генеральну ліцензію Центрального банку Російської Федерації №2827 від 30 травня 2006 року.
Банк спеціалізується в обслуговуванні приватних клієнтів, підприємців і підприємств малого і середнього бізнесу. Банк представлений в 25 регіонах Російської Федерації - у Бєлгородській, Брянській, Івановській, Курській, Липецькій, Нижньогородській, Орловській, Ростовській, Смоленській, Тамбовській, Самарській, Тульській, Тверській, Владимирській, Новгородській, Воронезькій, Ярославській, Костромській, Волгоградській, Псковській областях, Краснодарському краї, місті Москва і Московській області, місті Санкт-Петербург і Ленінградській області.
ЗАТ МКБ «Москомприватбанк» обслуговує клієнтів у 155 філіях і відділеннях, на території Російської Федерації банком встановлено і функціонує 2 004 банкоматів і 9 096 POS-терміналів. Чисельність співробітників ЗАТ МКБ «Москомприватбанк» перевищує 2,5 тисячі чоловік. Видано 1 520 734 платіжних карток.

## Скандал 2014 року
4 березня 2014 року депутати фракції Комуністичної партії Російської Федерації звернулися до Генеральної прокуратури з вимогою провести перевірку в «Москомприватбанку» на причетністю його власників до фінансування радикальних організацій. 6 березня в банку була введена тимчасова адміністрація "відповідно до статті 21 Федерального закону «Про неспроможність (банкрутство) кредитних організацій»".
Відомо, що це сталося після того, як Ігор Коломойський, співвласник ПриватБанку, був призначений на посаду губернатора Дніпропетровської області під час так званої «Кримської кризи». У своєму першому публічному виступі на посту губернатора Ігор Коломойський натякнув, що голова Російської Федерації страждає на психічний розлад. «Його месіанство з відновлення кордонів імперії в межах 1913 року або Радянського Союзу 1991-го може довести увесь світ до катастрофи», – зазначив Коломойський.
Спостерігачі називають цей скандал «політичною помстою» зі сторони Кремля.
11 березня 2014 повідомлялося що Москомприватбанк виставлений на продаж. Джерела з ПриватБанку розповіли що процес пошуку покупця стартував з середини минулого тижня і його власники хочуть продати банк в найкоротші терміни.
2 квітня 2014 року повідомлялося що Москомприватбанк був куплений російським банком «Бинбанк» (рос.).
28 квітня російський Бінбанк завершив купівлю "дочки" ПриватБанку. Найближчим часом Бінбанк планує провести ребрендинг всієї мережі офісів придбаного банку.

## Участь у банківських об'єднаннях
- Система обов'язкового страхування вкладів (свідоцтво Державної корпорації "Агенція по страхуванню внесків" № 783 від 14.03.2005);
- Асоціація Російських Банків (АРБ);
- Московський Банківський Союз (МБС);
- Московська Міжбанківська Валютна Асоціація (ММВА);
- Національна Асоціація Учасників Фондового Ринку (НАУФОР);
- Національна Фондова Асоціація (НФА);
- Система електронних торгів (СЕЛТ);
- Московська Міжбанківська Валютна Біржа (всі секції);
- SWIFT;
- Міжнародна дилінгова система "REUTERS";
- Платіжна система Europay International (принциповий член);
- Асоціація VISA International (банк-учасник).